# Picasso (futebolista)
Ronei Paulo Travi mais conhecido como Picasso (Canela, 7 de maio de 1939), é um  ex-futebolista brasileiro que atuava como goleiro.

## Carreira
A carreira de Picasso começou no Serrano, de Canela. Em 1960, fez testes no Cruzeiro de Porto Alegre, depois de ler no jornal que o clube precisava de um goleiro, e acabou aceito. Em 1963, foi vendido ao Palmeiras, embora inicialmente tenha achado que iria para o Corinthians — só descobriu a informação correta no avião com destino a São Paulo. No Parque Antarctica, conquistou o Campeonato Paulista de 1963, mas acabou perdendo espaço para Valdir de Moraes. "Houve época em que eu só treinava na 'Hora da Ave Maria'", reclamaria, anos depois. "Às dezoito horas, depois que todos os jogadores já haviam saído do Parque Antarctica. Fiquei encostado durante quatro meses, graças ao Sandoli e ao Filpo Núñez."
Em 1965, foi emprestado à Prudentina. No ano seguinte, voltou ao Palmeiras, mas o clube tentou, sem sucesso, repassá-lo à Ponte Preta, que não se interessou por seu futebol. Em seguida, o Palmeiras colocou seu passe como parte do pagamento à Prudentina pelas contratações de Luís Carlos e Suingue. "Só me deram dois milhões [pela transferência], e eu tinha muito mais a receber", lembraria depois.
Nesse mesmo ano, chegou a abandonar o futebol. Trabalhou por três meses na Volkswagen, em São Bernardo do Campo, até ser convidado pelo técnico Sylvio Pirillo para defender o Juventus no Campeonato Paulista de 1966. Acabou eleito o melhor goleiro do torneio, o que chamou a atenção do São Paulo, que o contratou em janeiro de 1967, depois de contratar também Pirillo. Naquele ano, o clube ficou a um ponto de conquistar o título paulista, que não via desde 1957, e Picasso foi um dos principais responsáveis pela boa campanha.
Na sua melhor fase no Morumbi, chegou a ser convocado para a seleção brasileira, que faria alguns amistosos na Europa, na África e nas Américas entre junho e julho de 1968, mas acabou quebrando um dedo do pé em uma partida contra o Santos. Ele ainda tentou argumentar que poderia jogar colocando o peso na outra perna: "Aí, doutor. Dói muito pouco. Só quando eu esforço a parte externa do pé. Está um pouco inchada, mas acho que não vai atrapalhar." O médico da Seleção, Lídio Toledo, não se convenceu, e Picasso acabou cortado. "Ah, se eu não tivesse quebrado o pé", lamentaria, anos depois, ao lembrar que foi naquela excursão que Félix, convocado em seu lugar, assumiu a titularidade da Seleção, que manteria até a Copa do Mundo de 1970.
Fez parte do time são-paulino campeão paulista de 1970, mas tinha perdido a posição para Sérgio antes do início do torneio. Acabou emprestado ao Bahia para o Robertão daquele ano, onde ganhou a Bola de Prata da revista Placar, como melhor goleiro do campeonato. Para 1971, voltou ao Morumbi, onde conquistou o bicampeonato paulista, também na reserva de Sérgio.
Em 1972 foi negociado com o Atlético Paranaense e, no mesmo ano, com o Grêmio, onde ficou até 1976, transferindo-se então para o Santa Cruz, onde encerrou a carreira como jogador.
Em 1978, foi contratado pelo Caxias como treinador, e um de seus comandados era o então zagueiro Luiz Felipe Scolari. Obteve bons resultados naquele ano, como a vitória sobre o Flamengo no Maracanã e o empate com o Corinthians no Pacaembu.
Defendeu a seleção brasileira em cinco oportunidades.

## Títulos
Palmeiras
- Campeonato Paulista: 1963

São Paulo
- Campeonato Paulista: 1970 e 1971

Santa Cruz
- Campeonato Pernambucano: 1976

### Prêmios Individuais
- Campeonato Paulista de Futebol Melhor goleiro: 1963
- Bola de Prata (Placar): 1970